# Sông Đăk Bla
Sông Đăk Bla hay Krông B'Lah là phụ lưu hợp thành chính của Sông Sê San. Đăk Bla chảy qua các tỉnh Kon Tum, Gia Lai .
Sông có chiều dài 157 km và diện tích lưu vực là 3.436 km .
Tại rìa xã Ia Khai huyện Ia Grai tỉnh Gia Lai thì dòng Krông B'Lah hợp lưu với dòng sông Ia Grai thành sông Sê San .

## Chỉ dẫn
1. ↑  Trong tiếng các dân tộc thuộc nhóm ngôn ngữ Môn-Khmer ở Tây Nguyên và trong tiếng Việt cổ (trước thế kỷ 16, xem Chữ Nôm) thì "đăk" có nghĩa là nước, sông, suối, còn "krông" có nghĩa là sông.